# Коряковці
Коря́ковці (рос. Коряковцы, марій. Ильдемнур) — присілок у складі Новотор'яльського району Марій Ел, Росія. Входить до складу Пектубаєвського сільського поселення.

## Населення
Населення — 22 особи (2010; 22 у 2002).
Національний склад (станом на 2002 рік):
- росіяни — 95 %